# Gadbjerg
Gadbjerg er en lille by i Sydjylland med 809 indbyggere  (2024). Gadbjerg er beliggende syv kilometer vest for Jelling, 21 kilometer nordvest for Vejle og 18 kilometer nordøst for Billund. Byen tilhører Vejle Kommune og er beliggende i Region Syddanmark. I byen er der bl.a. to autoværksteder, en købmand og et pizzeria.
Den hører til Gadbjerg Sogn, og Gadbjerg Kirke samt Gadbjerg Skole ligger i byen.

## Årets By
I 1983 blev Gadbjerg kåret som Årets By, en ære, der tidligere kun var uddelt til byer med langt flere indbyggere, såsom Kolding, Hobro, Herning og Brande.